# Ronnie Fearn
Pour les articles homonymes, voir Fearn.
Ronald Cyril Fearn, baron Fearn, (né le 6 février 1931 et mort le 24 janvier 2022) est un homme politique libéral démocrate britannique.

## Biographie
Il fait ses études au King George V Grammar School, Southport. Il fait une carrière dans la banque. Il sert tard dans les années 2010 en tant que conseiller de Sefton Metropolitan Borough après avoir siégé au sein du Merseyside County Council, accomplissant plus de 50 ans de service continu, élu en tant que libéral et puis libéral démocrate.
En 1985, Fearn est nommé Officier de l'Ordre de l'Empire britannique (OBE). 
Il est député de Southport de 1987 à 1992 et 1997 à 2001, après s'être présenté sans succès pour le siège aux quatre élections générales des années 1970. Il reçoit une pairie à vie et rejoint la Chambre des lords comme baron Fearn, de Southport dans le comté de Merseyside, en 2001. Il prend sa retraite de la Chambre le 11 juillet 2018.